# Grijota (kommunhuvudort)
Grijota är en kommunhuvudort i Spanien.   Den ligger i provinsen Provincia de Palencia och regionen Kastilien och Leon, i den centrala delen av landet, 200 km norr om huvudstaden Madrid. Grijota ligger 747 meter över havet och antalet invånare är 1 047.
Terrängen runt Grijota är huvudsakligen platt, men söderut är den kuperad. Runt Grijota är det ganska tätbefolkat, med 155 invånare per kvadratkilometer. Närmaste större samhälle är Palencia, 6,8 km sydost om Grijota. Trakten runt Grijota består till största delen av jordbruksmark.